# Mussaenda utakwae
Mussaenda utakwae är en måreväxtart som beskrevs av Herbert Fuller Wernham. Mussaenda utakwae ingår i släktet Mussaenda och familjen måreväxter. Inga underarter finns listade i Catalogue of Life.